# Эммануэлли, Анри
Анри́ Эммануэ́лли (фр. Henri Emmanuelli; 31 мая 1945, О-Бонн, Аквитания — 21 марта 2017, Байонна, Новая Аквитания) — французский государственный и политический деятель. Первый секретарь Социалистической партии Франции (1994—1995), член левого крыла партии («Альтернативные социалисты»). Председатель Национального собрания Франции (1992—1993).

## Биография
Родился в семье Луи-Анжа Эммануэлли, имевшего корсиканское происхождение и домработницы Жюли Шурре. Его отец, антиклерикальный коммунистический активист Всеобщей конфедерации труда Франции, потерял работу из-за своих политических убеждений, впоследствии стал электриком. Он умер от удара током в 1958 году. 
В 1965 году окончил Института политических исследований в Париже. Работал в финансовой компании Эдмонда Ротшильда. Был исполнительным атташе, а с 1971 по 1973 год — руководителем агентства в Банка Парижского союза. В 1974 —1977 годах — уполномоченный представитель, затем — заместитель директора Французской компании кредитных историй и банков. В эти годы стал масоном, которое покинул пять лет спустя. Он продолжал свою профессиональную деятельность на руководящих должностях в Rothschild Bank.
Член Социалистической партии Франции с 1971 года.  
В марте 1978 года был впервые избран депутатом Национального собрания по третьему избирательному округу департамента Ланды. Переизбирался в 1986—1997 годах и с 2000 года).
С 1982 года — председатель генерального совета департамента Ланды.
С 1981 по 1986 год работал в правительствах Пьера Моруа и Лорана Фабиуса. До 1983 года занимал пост государственного секретаря в Заморском департаменте Франции. С 1983 по 1986 год — государственный секретарь по вопросам бюджета и потребления.
Затем вернулся к партийной работе, в 1988 году был назначен национальным секретарем Социалистической партии по вопросам казначейства и координации, вскоре был избран в состав Национального секретариата партии, отвечал за бюджет, администрацию и казначейство. В период острой внутрипартийной борьбы (1990) поддерживал Пьера Моруа и Лионеля Жоспена в противостоянии с Лораном Фабиусом. В октябре сторонники Фабиуса забаллотировали Эммануэлли в качестве кандидата на пост президента социалистической группы Национального собрания.
С 1992 по 1993 год — председатель Национального собрания. В 1994—1995 годах — первый секретарь Социалистической партии Франции. В это время состоялись президентские выборы 1995 года, на которых претендент от социалистов Лионель Жоспен проиграл Жаку Шираку. В октябре 1995 года сложил с себя полномочия первого секретаря в пользу Жоспена. 
В декабре 1997 года судом был признан виновным в организации незаконного финансирования Социалистической партии и приговорен к условному сроку 1,5 лет, а также к двухлетнему запрету нахождения на государственной службе. Во время повторного рассмотрения дела в октябре 1998 года был освобождён без предъявления обвинения. Вернуться в политику смог только в 2000 году.
В 1997 и в 2000—2002 годах являлся председателем комиссии по финансам Национального Собрания Франции.
До смерти Франсуа Миттерана являлся его верным сторонником, выступал против растущего влияния в партии социально-либеральных тенденций. Был лидером внутрипартийной фракции «Новый мир», которой была основана в 2002 году с целью снова повернуть курс французских социалистов влево. В рамках референдума по Конституции Евросоюза (2005) выступал «против» ее одобрения, в чём резко разошёлся с руководством Соцпартии, которая после внутренней борьбы выступила «за». Вместе с Жан-Люком Меланшоном и Лораном Фабиусом участвовал в попытках объединить левое крыло партии под названием «Альтернативные социалисты». На внеочередном съезде Социалистической партии в Ле-Мане в ноябре 2005 года являлся одним из лидеров левой фракции Новая социалистическая партия — За социалистическую альтернативу.
С 2001 года и до конца жизни вновь занимал пост президента генерального совета департамента Ланд. В марте 2015 года он был избран советником департамента кантона Кото-де-Шалосс. 
Поддерживал хорошие отношения с президентом Венесуэлы Уго Чавесом.
7 июля 2011 года в Нацсобрании произошёл скандал: Эммануэлли показал средний палец премьер-министру Франсуа Фийону во время обсуждения вопроса о налоговой реформе.

## Семья
В 1967 году он женился на учительнице физкультуры Антонии Гонсалес (дочери испанского летчика-республиканца), в семье родились сын Антуан и дочь Летиция.
В 2000-х годах его спутницей была дочь журналиста Ивона Самуэля.

## Публикации
- Plaidoyer pour l’Europe, Éditions Flammarion, juillet 1992. (A Plea for Europe)
- Citadelles interdites, ed. Ramsay, 2000 (roman). (Forbidden Citadels)